# Manuel González (pilote moto)
Pour les articles homonymes, voir Manuel González (homonymie).
Manuel González, de son nom complet Manuel González Simón, né le 4 août 2002 à Madrid, est un pilote de vitesse moto espagnol. Depuis 2022, il est engagé en Moto2.

## Carrière

### FIM CEV Moto3 et European Talent Cup
Manuel González fait ses débuts en sport moto en 2016, lors des Red Bull MotoGP Rookies Cup, où il termine seizième du championnat avec 40 points. Par la suite, il participe au FIM CEV Moto3 de 2016 pour Honda mais ne marque pas de points.
Pour la saison 2017, le Madrilène participe à l'European Talent Cup, où il décroche une troisième place lors de la manche du circuit d'Albacete. Lors de la deuxième course de la saison, il décroche une deuxième place. Il gagne ensuite la deuxième course disputée sur le circuit d'Estoril. Il remporte le championnat avec 150 points, devant Álex Toledo.

### Supersport 300
González rejoint le championnat de Supersport 300 fin 2017 et termine sa première course à la trente-troisième position. Il n'est cependant pas classé au championnat, du fait de son statut de pilote invité. Grâce à ses performances en European Talent Cup, il sécurise une place pour la saison 2018, au guidon d'une Yamaha YZF-R3. Après un début de saison difficile, il décroche son premier podium à Misano, avec une troisième place. Il termine de nouveau troisième lors de l'épreuve suivante à Algrave puis à Nevers Magny-Cours. Il termine sixième du championnat, avec 59 points.
Pour la saison 2019, il passe chez Kawasaki. Dès la première course, disputée à Aragón, il remporte sa première victoire. Il remporte une nouvelle victoire aux Pays-Bas. Avec quatre autres podiums, il remporte le championnat avec 161 points.

### Moto2

#### 2021-2022: début en Moto2
González fait ses débuts en Moto2 en 2021 pour MV Agusta Forward Team, aux côtés de Simone Corsi, en remplacement de Lorenzo Baldassarri. Pour son premier Grand Prix, il termine 22e. Lors de son deuxième Grand prix, en Aragon, il franchit la ligne en 17e positon. En 2022, l'Espagnol prend part à sa première saison complète, cette fois-ci avec Yamaha VR46 Master Camp Team, aux côtés de Keminth Kubo. Après deux Grand Prix sans marquer de points, il marque ses premier points lors du Grand Prix moto d'Argentine, avec une 14e position. Il termine ensuite treizième du Grand Prix des Amériques. Il termine seizième du championnat avec 76 points.

#### 2023-2024: première victoire et podiums
Pour la saison 2023, il reste chez Yamaha VR46 Master Camp Team, aux côtés de Kohta Nozane. Pour le Grand Prix Inaugural, il termine cinquième . Il obtient son premier podium avec une deuxième position au Grand Prix du Qatar, derrière Fermín Aldeguer . Il termine huitième du championnat avec 145,5 points.
Pour la saison 2024, il rejoint QJmotor Gresini Moto2 aux côtés d'Albert Arenas. Pour le Grand Prix inaugural, il termine cinquième . Lors du Grand Prix suivant, il décroche la pole position. Le lendemain, l'Espagnol monte termine troisième. Il réitère cette performe lors du Grand Prix d'Espagne. En Italie, il termine deuxième derrière Joe Roberts. Il obtient sa première victoire lors du Grand Prix du Japon.

#### 2025
Pour 2025, González fait équipe avec Senna Agius chez Liqui Moly Dynavolt Intact GP. Lors du premier Grand Prix de l'année, il décroche la pole position. Le lendemain, il l'emporte devant Aron Canet. il continue sur sa lancée en décrochant la pole position du Grand Prix d'Argentine devant Jake Dixon. Le lendemain, il concède la victoire à celui-ci après avoir livré bataille. Il continue avec une deuxième place en qualification, pour le Grand Prix des Amériques. Impatient de reprendre le dessus, il ne s'adapte pas aux conditions pluvieuses qui le classe en fin de course en 22e position. Déçu de son voyage américain, il part pour le Grand Prix du Qatar avec la ferme intention de gagner, ce qui s'exprime par le record du circuit établi lors des qualifications, lui permettant de décrocher la pole position. Durant la course, il se bat pour la deuxième position mais ne parvient pas à prendre le dessus sur Denis Öncü et termine troisième. 
Pour son Grand Prix national, il décroche la pole position et son coéquipier la troisième place. Le lendemain, il remonte sur la première marche du podium devant son public et profite que ses concurrents au titre terminent 8e et 9e pour reprendre la première place au classement général. Après un week-end parfait en Espagne, il décroche la pole position pour le Grand Prix de France. Le lendemain, il décroche sa troisième victoire de la saison devant Barry Baltus et Aron Canet. Dès les FP1 du Grand Prix de Grande Bretagne, il bat le record du circuit et devance Jake Dixon (2e) de huit dixièmes, un record dans la catégorie Moto2.

## Statistique en carrière

### European Talent Cup
(Les courses en gras indiquent une pole position) (Les courses en Italiques indiquent un meilleur tour)
| Saison | Moto  | 1      | 2      | 3     | 4        | 5      | 6      | 7      | 8      | 9      | 10     | 11     | Pos | Pts |
| ------ | ----- | ------ | ------ | ----- | -------- | ------ | ------ | ------ | ------ | ------ | ------ | ------ | --- | --- |
| 2017   | Honda | ALB1 3 | ALB2 2 | CAT 3 | VAL1 Ret | EST1 2 | EST2 1 | JER1 7 | JER2 7 | ARA1 4 | ARA2 5 | VAL2 5 | 1er | 150 |

### Championnat du monde de Supersport 300

#### Course par années
(Les courses en gras indiquent une pole position) (Les courses en Italiques indiquent un meilleur tour)
| Saison | Moto     | 1       | 2     | 3       | 4      | 5      | 6     | 7       | 8     | 9      | 10    | Pos | Pts |
| ------ | -------- | ------- | ----- | ------- | ------ | ------ | ----- | ------- | ----- | ------ | ----- | --- | --- |
| 2017   | Yamaha   | SPA     | NED   | ITA     | GBR    | ITA    | GER   | POR     | FRA   | SPA 34 |       | NC  | 0   |
| 2018   | Yamaha   | SPA Ret | NED 9 | ITA Ret | GBR 12 | CZE 33 | ITA 3 | POR 3   | FRA 3 |        |       | 6e  | 59  |
| 2019   | Kawasaki | SPA 1   | NED 1 | ITA C   | SPA 4  | SPA 1  | ITA 2 | GBR DNS | POR 2 | FRA 2  | QAT 4 | 1er | 161 |

### Supersport World Championship
(Les courses en gras indiquent une pole position) (Les courses en Italiques indiquent un meilleur tour)
| Saison | moto     | 1     | 1  | 2     | 2      | 3      | 3     | 4     | 4      | 5     | 5     | 6     | 6     | 7     | 7     | 8     | 8     | Pos | Pts |
| Saison | moto     | R1    | R2 | R1    | R2     | R1     | R2    | R1    | R2     | R1    | R2    | R1    | R2    | R1    | R2    | R1    | R2    | Pos | Pts |
| ------ | -------- | ----- | -- | ----- | ------ | ------ | ----- | ----- | ------ | ----- | ----- | ----- | ----- | ----- | ----- | ----- | ----- | --- | --- |
| 2020   | Kawasaki | AUS 7 |    | SPA 8 | SPA 10 | POR 10 | POR 6 | SPA 8 | SPA 10 | SPA 6 | SPA 8 | SPA 7 | SPA 7 | FRA 7 | FRA 6 | POR 7 | POR 7 | 7e  | 126 |

### Grand Prix moto

#### Par saison
| Saison | Catégorie | Constructeur | Ecurie                           | Courses | Vic. | Podium | Pole | M/Tours | Pts   | Classement |
| ------ | --------- | ------------ | -------------------------------- | ------- | ---- | ------ | ---- | ------- | ----- | ---------- |
| 2021   | Moto2     | MV Agusta    | MV Agusta Forward Team           | 2       | 0    | 0      | 0    | 0       | 0     | 33e        |
| 2022   | Moto2     | Kalex        | Yamaha VR46 Master Camp Team     | 19      | 0    | 0      | 0    | 0       | 76    | 16e        |
| 2023   | Moto2     | Kalex        | Correos Prepago Yamaha VR46 Team | 19      | 0    | 1      | 0    | 0       | 145.5 | 8e         |
| 2024   | Moto2     | Kalex        | QJmotor Gresini Moto2            | 20      | 1    | 5      | 1    | 1       | 195   | 3e         |
| 2025   | Moto2     | Kalex        | Liqui Moly Dynavolt Intact GP    | 1       | 1    | 1      | 2    | 1       | 25*   | 1er*       |
| Total  | Total     | Total        | Total                            | 61      | 2    | 7      | 3    | 2       | 441.5 |            |

#### Par catégorie
| Catégorie | Saison       | 1er GP        | 1er Podium   | 1ère Victoire | Courses | Vic. | Podiums | Pole | M/Tours | Pts   | Titres |
| --------- | ------------ | ------------- | ------------ | ------------- | ------- | ---- | ------- | ---- | ------- | ----- | ------ |
| Moto2     | 2021–présent | Pays-Bas 2021 | Qatar 2023   | Japon 2024    | 61      | 2    | 7       | 3    | 2       | 441.5 | 0      |
| Total     | 2021–present | 2021–present  | 2021–present | 2021–present  | 61      | 2    | 7       | 3    | 2       | 441.5 | 0      |

#### Courses par années
| Sais | Cat   | Moto      | 1     | 2      | 3      | 4      | 5       | 6      | 7      | 8      | 9      | 10      | 11     | 12     | 13      | 14      | 15      | 16      | 17     | 18      | 19     | 20     | 21  | 22  | Clas | Pts   |
| ---- | ----- | --------- | ----- | ------ | ------ | ------ | ------- | ------ | ------ | ------ | ------ | ------- | ------ | ------ | ------- | ------- | ------- | ------- | ------ | ------- | ------ | ------ | --- | --- | ---- | ----- |
| 2021 | Moto2 | MV Agusta | QAT   | DOH    | POR    | SPA    | FRA     | CAT    | GER    | NED 22 | STY    | AUT     | GBR    | ARA 17 | RSM     | AME     | EMI     | ALR     | VAL    |         |        |        |     |     | 33e  | 0     |
| 2022 | Moto2 | Kalex     | QAT20 | INA 18 | ARG 14 | AME 13 | POR 5   | SPA 16 | FRA 11 | ITA 20 | CAT 9  | GER 12  | NED 9  | GBR 11 | AUT Ret | RSM Ret | ARA Ret | JPN DNS | THA 25 | AUS 5   | MAL 5  | VAL 6  |     |     | 16e  | 76    |
| 2023 | Moto2 | Kalex     | POR5  | ARG 11 | AME 10 | SPA 12 | FRA DNS | ITA 8  | GER 6  | NED 8  | GBR 5  | AUT Ret | CAT 5  | RSM 7  | IND 5   | JPN 6   | INA 5   | AUS 13‡ | THA 10 | MAL Ret | QAT 2  | VAL 13 |     |     | 8e   | 145.5 |
| 2024 | Moto2 | Kalex     | QAT 5 | POR 3  | AME 13 | SPA 3  | FRA 24  | CAT 22 | ITA 2  | NED 9  | GER 12 | GBR 5   | AUT 13 | ARA 5  | RSM 4   | EMI 11  | INA 8   | JPN 1   | AUS 6  | THA 9   | MAL 11 | SLD 2  |     |     | 3e   | 195   |
| 2025 | Moto2 | Kalex     | THA 1 | ARG 2  | AME 22 | QAT 3  | ESP 1   | FRA1   | GBR    | ARA    | ITA    | NED     | ALL    | TCH    | AUT     | HON     | CAT     | RSM     | JPN    | IND     | AUS    | MAL    | POR | VAL | 3e*  | 45*   |

‡ Moitié des points distribués si moins de 2/3 de la course fut effectué .
*Saison en cours